# Letesenbet Gidey
Letesenbet Gidey (Endameskel, 20 de março de 1998) é uma fundista etíope, medalhista olímpica, campeã mundial, recordista mundial da meia-maratona e ex-recordista mundial dos 10 000 metros. Entre 2021 e 2023, também recordista dos 5000 metros, foi a primeira atleta em 28 anos a deter simultaneamente os recordes das duas maiores distâncias em pista do atletismo. 

## Carreira
Nascida numa família de camponeses numa vila na região de Tigré, Etiópia, na adolescência foi campeã nacional escolar nos 3000 metros com obstáculos. Em 2014, com apenas 16 anos, foi terceira colocada no Campeonato de Atletismo da Etiópia, uma competição adulta, e em 2015 campeã mundial junior de cross-country individual e por equipes na China, repetindo o feito em 2017 em Kampala, Uganda. Neste mesmo ano, com 19 anos, estreou num competição global adulta, participando da final dos 5 000 m no Campeonato Mundial de Londres 2017. Em 2019, já como atleta adulta, conquistou a medalha de bronze no Campeonato Mundial de Cross-Country e a medalha de prata nos 10 000 m do Campeonato Mundial de Atletismo em Doha, Qatar. Em novembro do mesmo ano estabeleceu o melhor tempo do mundo dos 15 km em estrada, prova não-olímpica, em Nijmegen, na Holanda, quando também recebeu seu primeiro prêmio em dinheiro por um recorde, 50 000 euros.
Em 2020, quebrou o recorde mundial dos 5000 metros com a marca de 14:06.6, durante uma competição no Estadi del Túria, em Valência, Espanha, recorde que há doze anos pertencia à sua compatriota Tirunesh Dibaba, multicampeã olímpica e mundial das provas atléticas femininas de fundo. Em 2021, juntou a este recorde o dos 10 000  metros – 29:01.0 – conquistado em Hengelo, Holanda, na mesma pista onde apenas dois dias antes a holandesa Sifan Hassan havia marcado um novo recorde mundial para a prova, tornando-se a primeira atleta desde a norueguesa Ingrid Kristiansen em 1993 a possuir o recorde mundial das duas distâncias.
Favorita ao ouro em Tóquio 2020 pela recorde mundial conseguido, Gidey ficou com a medalha de bronze nos 10 000 m, sendo derrotada por Sifan Hassan, de quem tinha tomado o recorde dois meses antes. Em outubro de 2021, Gidey estabeleceu uma nova marca mundial para a meia-maratona feminina na Meia-Maratona de Valência, na Espanha, com o tempo de 1:02:52, mais de um minuto inferior à marca anterior, tornando-se a primeira mulher a correr a distância num ritmo abaixo de 3 min/km. Foi o segundo recorde mundial da etíope conquistado na mesma cidade espanhola em menos de dois anos.
Foi campeã mundial dos 10 000 m no Campeonato Mundial de Atletismo de 2022, disputado em Eugene, nos Estados Unidos.
Estreou em maratonas em dezembro de 2022, conquistando o segundo lugar na Maratona de Valência, local de seus recordes em distâncias menores, com a marca de 2:16:49, melhor marca para uma estreia em maratona feminina e oitava do mundo na época. Em junho de 2023, disputando os 5000 metros, prova da qual era recordista mundial, no Meeting de Paris, França, perdeu o recorde desta distância para a queniana Faith Kipyegon, que marcou 14:05.20; o segundo lugar de Gidey, em 14:07.94, ainda assim foi o terceiro melhor tempo da história, atrás apenas do novo recorde mundial de Kipyegon e de seu próprio recorde dois anos antes.
No Campeonato Mundial de Atletismo de 2023, realizado em Budapeste, Hungria, ficou com a medalha de prata nos 10 000 metros. Não disputou os 5000 m, mas uma semana depois do Mundial venceu a prova no Meeting ISTAF Berlim, marcando 14:08.7, a quarta melhor marca do mundo.
Em novembro, disputou a Maratona de Nova York ficando em segundo lugar, com a marca de 2:27:29.
Em maio de 2024, seu outro recorde mundial em pista que ainda mantinha, o dos 10 000 m, foi quebrado pela queniana Beatrice Chebet no Prefontaine Classic, etapa da Diamond League em Eugene, Estados Unidos.